# Grand Prix Itálie 1969
Grand Prix Itálie 1969 (oficiálně XL Gran Premio d'Italia) se jela na okruhu Autodromo Nazionale Monza v Monze v Itálii dne 7. září 1969. Závod byl osmým v pořadí v sezóně 1969 šampionátu Formule 1.

## Závod
| Poř.   | No. | Jezdec               | Konstruktér  | Počet kol | Čas/Odstoupení      | Pořadí na startu | Body |
| ------ | --- | -------------------- | ------------ | --------- | ------------------- | ---------------- | ---- |
| 1      | 20  | Jackie Stewart       | Matra-Ford   | 68        | 1:39:11.26          | 3                | 9    |
| 2      | 4   | Jochen Rindt         | Lotus-Ford   | 68        | + 0.08              | 1                | 6    |
| 3      | 22  | Jean-Pierre Beltoise | Matra-Ford   | 68        | + 0.17              | 6                | 4    |
| 4      | 18  | Bruce McLaren        | McLaren-Ford | 68        | + 0.19              | 5                | 3    |
| 5      | 32  | Piers Courage        | Brabham-Ford | 68        | + 33.44             | 4                | 2    |
| 6      | 10  | Pedro Rodríguez      | Ferrari      | 66        | + 2 kola            | 12               | 1    |
| 7      | 16  | Denny Hulme          | McLaren-Ford | 66        | + 2 kola            | 2                |      |
| 8      | 30  | Jo Siffert           | Lotus-Ford   | 64        | Motor               | 8                |      |
| 9      | 2   | Graham Hill          | Lotus-Ford   | 63        | Hřídel              | 9                |      |
| 10     | 26  | Jacky Ickx           | Brabham-Ford | 61        | Nedostatek paliva   | 15               |      |
| NC     | 14  | John Surtees         | BRM          | 60        | Neklasifikován      | 10               |      |
| Ret    | 12  | Jackie Oliver        | BRM          | 48        | Tlak oleje          | 11               |      |
| Ret    | 36  | Silvio Moser         | Brabham-Ford | 9         | Únik paliva         | 13               |      |
| Ret    | 28  | Jack Brabham         | Brabham-Ford | 6         | Únik oleje          | 7                |      |
| Ret    | 6   | John Miles           | Lotus-Ford   | 3         | Motor               | 14               |      |
| DNS    | 10  | Ernesto Brambilla    | Ferrari      |           | Vůz řídil Rodríguez |                  |      |
| Zdroj: |     |                      |              |           |                     |                  |      |

## Průběžné pořadí po závodě
Pohár jezdců
|        | Pořadí | Jezdec               | Body |
| ------ | ------ | -------------------- | ---- |
|        | 1      | Jackie Stewart       | 60   |
| 1      | 2      | Bruce McLaren        | 24   |
| 1      | 3      | Jacky Ickx           | 22   |
|        | 4      | Graham Hill          | 19   |
| 1      | 5      | Jean-Pierre Beltoise | 16   |
| Zdroj: |        |                      |      |

Pohár konstruktérů
|        | Pořadí | Konstruktér  | Body    |
| ------ | ------ | ------------ | ------- |
|        | 1      | Matra-Ford   | 60      |
| 1      | 2      | Lotus-Ford   | 34      |
| 1      | 3      | Brabham-Ford | 30      |
|        | 4      | McLaren-Ford | 27 (29) |
|        | 5      | Ferrari      | 5       |
| Zdroj: |        |              |         |